# 山马蓝
山马蓝（学名：Pteracanthus oresbius）为爵床科马蓝属下的一个种。

## 扩展阅读
維基物種上的相關：山马蓝